# Пятый элефант
«Пятый элефант» (англ. The Fifth Elephant, дословно: пятый слон) — юмористическое фэнтези известного английского писателя Терри Пратчетта, написано в 1999 году.
Двадцать четвёртая книга цикла «Плоский мир», пятая книга из цикла о Страже.

## Сюжет
Сэмюэль Ваймс, его герцогство и его светлость, командор Ночной Стражи прекрасного города Анк-Морпорка, отправляется в далёкую страну Убервальд с дипломатической миссией. Впрочем, туда же ещё направляются Ангва, Моркоу и Гаспод. На плечи Ваймса возложена сложнейшая задача — стать представителем славного города в чуждой стране, попасть на коронацию Короля-Под-Горой и договориться о торговом соглашении. Да только незадача: пропал гномий королевский знак власти — Лепёшка (именно с большой буквы, с маленькой не позволят написать гномы), а вервольфы явно что-то замышляют. Возможно, один бы он и не справился, но госпожа Сибилла всегда готова помочь своему мужу, даже в таком путешествии.

## Главные герои

### Убервальд
- Сэмюэль Ваймс, герцог Анкский, посол Анк-Морпорка
- Сибилла Овнец, его супруга
- Моркоу Железобетонссон
- Ангва
- Детрит
- капрал Шельма Задранец
- Иниго Сепаратор, государственный служащий
- леди Марголотта Амайя Катерина Ассумпта Крассина фон Убервальд, вампир
- барон Гай фон Убервальд, отец Ангвы
- баронесса Серафина фон Убервальд, мать Ангвы
- Вольфганг фон Убервальд, брат Ангвы
- пёс Гаспод
- Игорь

### Анк-Морпорк
- патриций лорд Витинари
- сержант Фред Колон
- капрал Шнобби Шноббс
- констебль Редж Башмак

## Аллюзии в романе
Роман содержит отсылки к таким пьесам Чехова как Три сестры, Дядя Ваня, Вишневый сад. А так же к фильму Скалолаз.